# تشیژکوویتسه
تشیژکوویتسه (به چکی: Čížkovice) یک منطقهٔ مسکونی در جمهوری چک است که در ناحیه لیتومیریتسه واقع شده‌است. تشیژکوویتسه ۷٫۰۵ کیلومتر مربع مساحت و ۱٬۳۳۵ نفر جمعیت دارد و ۱۷۵ متر بالاتر از سطح دریا واقع شده‌است.